# Нолев-Соболев, Юрий Александрович
Юрий Александрович Нолев-Соболев (Юрий Соболев) (22 августа 1928, Москва — 14 декабря 2002, Пушкин, Санкт-Петербург) — российский художник.

## Биография
Родился в 1928 году.
Окончил Московский полиграфический институт (1953). Работал в Главиздате Министерства культуры СССР (1955—1959), главным художником издательства «Знание» (1960—1964), художественным редактором журнала «Декоративное искусство СССР» (1965). В 1967—1980 годах работал главным художником журнала «Знание — сила», куда привлёк к сотрудничеству Владимира Янкилевского, Илью Кабакова, Эрнста Неизвестного, Юло Соостера, Анатолия Брусиловского и других выдающихся художников.
Сотрудничал с Андреем Хржановским, выступив художником-постановщиком анимационных фильмов «Стеклянная гармоника» (Союзмультфильм, 1968) (совместно с Ю. Соостером) и «Бабочка» (Союзмультфильм, 1972) (совместно с Г. Аркадьевым).
Последние годы жил в городе Пушкин, где совместно с режиссёром Михаилом Александровичем Хусидом создал Международную Мастерскую синтеза и анимации «Интерстудио», работа которой стала очень заметным событием на российской художественной сцене.

## Персональные выставки
- Государственный центр современного искусства, Москва. (2003)[2]
- «Острова Юрия Соболева». Московский музей современного искусства, Москва. (2014)[1]
- «Острова Юрия Соболева». ЦСИ «Заря», Владивосток. (2016)[4]